# Baadshah
Pour plus de détails, voir Fiche technique et Distribution.
Baadshah (traduction : Roi) est un film indien réalisé par les frères Abbas Alibhai Burmawalla et Mastan Alibhai Burmawalla, plus connus sous le nom collectif d'Abbas-Mastan, sorti le 27 août 1999 en Inde.
Le film met en vedette Shahrukh Khan et Twinkle Khanna.

## Synopsis
Raj (Shahrukh Khan) est un modeste détective privé qui opère à Bombay sous le nom de Baadshah. À la tête d'une équipe de collaborateurs totalement improbables, il résout de petites affaires de façon fantaisiste mais spectaculaire, espérant le gros coup qui le rendra riche et célèbre. En attendant, il se contente de restituer ses diamants à un homme d'affaires en jouant au poker ou de convaincre un jeune et jolie jeune femme (Twinkle Khanna) d'épouser le mari que son "père" lui destine en lui faisant croire qu'il est aveugle.

À la suite d'un imbroglio dans lequel il est pris pour un agent secret par la police et pour un tueur à gages par un industriel corrompu, il réussit à délivrer une fillette transformée en bombe humaine, à déjouer un attentat contre une femme politique intègre et à gagner le cœur de sa belle.

## Fiche technique
- Titre : Baadshah
- Titre hindi : बादशाह
- Titre ourdou :  بادشاہ
- Réalisation : Abbas Alibhai Burmawalla et Mastan Alibhai Burmawalla
- Scénario : Shyam Goel et Neeraj Vora
- Musique : Anu Malik et Surendra Singh Sodhi
- Chorégraphie : Ganesh Acharya, Farah Khan et Rekha Prakash
- Photographie : Thomas A. Xavier
- Pays :  Inde
- Langue : hindi
- Durée : 175 minutes
- Date de sortie :
  - Inde : 27 août 1999

## Distribution
- Shahrukh Khan : Raj Baadshah
- Twinkle Khanna : Seema Malhotra
- Johnny Lever : Ram Lal
- Amrish Puri : Suraj Singh Thaper
- Rakhee Gulzar : Chief Minister Gayetri Bachchan

## Commentaires
Baadshah est un film burlesque qui ne s'embarrasse guère de finesse ni de réalisme. Shahrukh Khan, entouré d'une équipe d'adjoints plus gaffeurs les uns que les autres, interprète un détective complètement décalé à la manière de Peter Sellers dans la série des Panthères roses mais qui aurait appris à se battre avec Charlie Chan. Le scénario lorgne également du côté de Meurtre en suspens de John Badham, inspiration que les réalisateurs reconnaissent volontiers. À cela il faut ajouter le bureau de l'agence qui se transforme à volonté en une clinique ophtalmologique, un centre d'espionnage ou une chambre de jeune homme, ainsi qu'une série de gadgets à la James Bond utilisés de façon tout à fait loufoque.

Baadshah vaut également pour ses chorégraphies qui ne le cèdent en rien au scénario en matière d'exubérance. Dans la première, Main To Hoon Pagal, Shahrukh Khan danse avec une escouade de femmes policiers, des mères de famille, des sages-femmes, des travestis, un égoutier, un homme nu… tout en chantant qu'il faut "faire de la musique pour les vaches, aller au cabaret avec un chameau…" avant de s'éloigner dans son pick-up bleu électrique équipé de nombreux gyrophares multicolores. Dans le dernier morceau musical, Baadshah O Baadshah, l'acteur, tout caparaçonné de noir et d'argent, descend dans une cage au milieu d'une immense discothèque de Goa, pour entraîner une foule de jeunes gens surexcités dans une danse endiablée.

## Musique
Baadshah comporte cinq chansons composées par Anu Malik, écrites par Sameer et Javed Akhtar et chorégraphiées par Farah Khan, Ganesh Acharya et Rekha Chinni Prakash :
- Main To Hoon Pagal interprétée par Abhijeet
- Woh Ladki Jo interprétée par Abhijeet
- Mohabbat Ho Gayee Hai interprétée par Abhijeet et Alka Yagnik
- Hum To Deewana interprétée par Abhijeet et Alka Yagnik
- Baadshah O Baadshah interprétée par Abhijeet

## Box-office
Selon Boxofficeindia.com le film rapporte 257 500 000 roupies, se classe à la 6e place du BO 1999 mais ne réussit pas à amortir son budget.